# Hydroptila jeanae
Hydroptila jeanae är en nattsländeart som beskrevs av Francois-Marie Gibon 1987. Hydroptila jeanae ingår i släktet Hydroptila och familjen smånattsländor. Inga underarter finns listade i Catalogue of Life.